# Maui

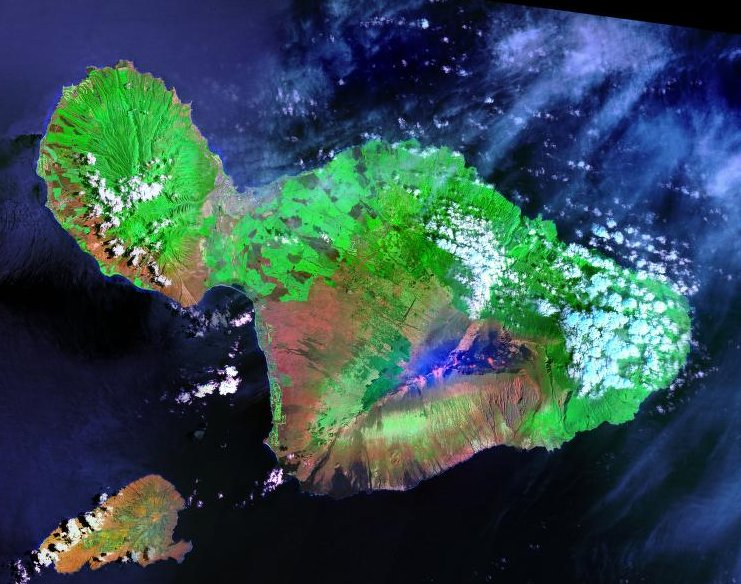
Ảnh từ vệ tinh của Maui, hòn đảo nhỏ phía tây nam là Kahoolawe

Vị trí Maui tại Hawaii

Maui (phát âm /ˈmaʊ.iː/ trong tiếng Anh, [ˈmɐwwi] trong tiếng Hawaii) là hòn đảo lớn thứ hai của quần đảo Hawaii với diện tích 1.883,5 km² và cũng là hòn đảo lớn thứ 17 của Hoa Kỳ. Maui là một phần của tiểu bang Hawaii và là hòn đảo lớn nhất trong bốn hòn đảo của Quận Maui, lớn hơn Lānaʻi, Kahoʻolawe, và Molokaʻi. Năm 2000, Maui có dân số 117.644, đông dân thứ ba trong quần đảo Hawaii, sau Oʻahu và Đảo Hawaiʻi. Kahului là thành phố lớn nhất trên đảo với dân số 20.146. Wailuku là thủ phủ của Quận Maui. Các thị trấn quan trọng khác bao gồm Kīhei, Lahaina, Makawao, Pāʻia, Kula, Haʻikū, Hāna, Kāʻanapali, Wailea, Makena, và Kapalua.
Maui là một hòn đảo được hình thành từ hai ngọn núi lửa và một eo đất giữa chúng. Puʻu Kukui là ngọn núi cao nhất với độ cao là 1.764 mét (5.787 ft). Maui là một phần của một đơn vị lớn hơn nhiều, đó là Maui Nui, trong đó bao gồm các đảo Lānaʻi, Kahoʻolawe, và Molokaʻi. Trong thời kỳ mực nước biển xuống thấp, bao gồm lần gần đây nhất là 20.000 năm trước, các hòn đảo đã được nối với nhau thành một hòn đảo duy nhất do các eo biển giữa chúng biến mất. Maui là nơi còn khá nhiều rừng nhiệt đới trên các sườn núi đông bắc của Haleakala do địa hình cực kỳ phức tạp đã ảnh hưởng nhiều đến nhiều khai thác rừng. Sử dụng đất nông nghiệp và công nghiệp ven biển đã có một ảnh hưởng xấu đến nhiều khu vực ven biển của Maui. Nhiều bất thường của rạn san hôMaui là nơi có một lượng lớn rừng nhiệt đới trên các sườn đông bắc của Haleakala, phục vụ như các lưu vực thoát nước cho phần còn lại của đảo. Các địa hình cực kỳ khó khăn đã khiến nhiều khai thác rừng.
Sử dụng đất nông nghiệp và công nghiệp ven biển đã có một ảnh hưởng xấu đến nhiều khu vực ven biển của Maui. Nhiều bất thường của rạn san hô ở Maui đã xảy ra do đã bị thiệt hại bởi ô nhiễm, dòng hải lưu, và du lịch, mặc dù vậy việc tìm kiếm các loài rùa biển, cá heo, và các loài cá nhiệt đới Hawaii vẫn còn phổ biến.
Ban đầu hòn đảo có những người Polynesia đến định cư từ Tahiti và Marquesas. Hòn đảo tăng trưởng dân số nhanh chóng trong năm 2007, khi Kīhei là một trong những thị trấn phát triển nhanh nhất tại Hoa Kỳ (xem biểu đồ bên dưới). Thu hút đông đảo nhiều người về hưu và nhiều người khác đến để cung cấp các dịch vụ cho họ cộng với số lượng ngày càng tăng nhanh của khách du lịch. Dân số tăng trưởng quá nhanh đã gây ra những điều bất bình thường, bao gồm tắc nghẽn giao thông, khả năng chi trả nhà ở, và tiếp cận với nước sạch.

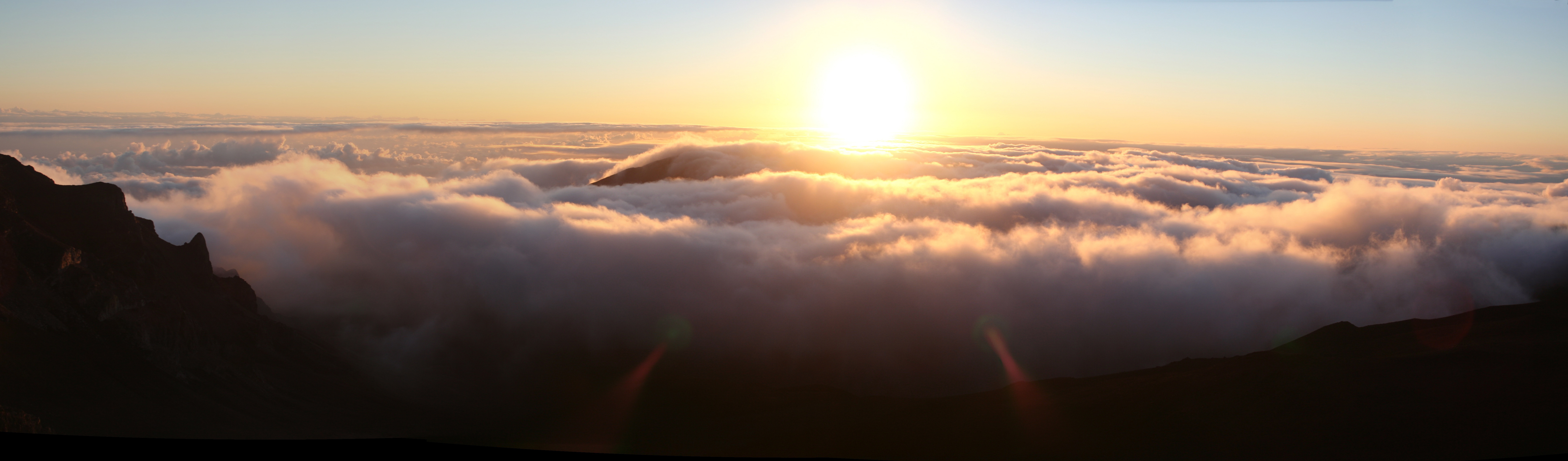
Bình minh trên Haleakala